# Re:Zero kara Hajimeru Isekai Seikatsu
Re:Zero kara Hajimeru Isekai Seikatsu (яп. Re：ゼロから始める異世界生活, Рі:Дзеро кара Хаджімеру Ісекаі Сеікацу, англ. Re:Zero − Starting Life in Another World) — японська серія ранобе, написана Таппей Наґацукі та проілюстрована Шін'їчіро Оцукою. Сюжет розповідає про Субару Нацукі, хікікоморі, що несподівано потрапляє до іншого світу. Роман виходить на вебсайті Shōsetsuka ni Narō з 2012 року. Ранобе за романом видається друком з 24 січня 2014 року компанією Media Factory під імпринтом MF Bunko J.
Кожна з перших трьох арок роботи отримала окрему манґа-адаптацію. Перша, створена Дайчі Мацуе, публікувалася Media Factory з липня 2014 року до березня 2015 року. Друга, авторства Макото Фуґецу, публікувалася Square Enix з жовтня 2014 року до січня 2017 року. Фуґецу також є автором манґа-адаптації третьої арки, яка видається Media Factory з травня 2015 року. Крім того, Media Factory видала дві антології манґи з роботами, виконаними різними художниками. За оригінальним сюжетом студією White Fox створений телевізійний аніме-серіал, який виходив з 4 квітня до 19 вересня 2016 року. На основі серіалу створені дві серії, які вийшли у форматі OVA 6 жовтня 2018 року та 8 листопада 2019 року. У березні 2017 року студія 5pb. випустила створену за романом візуальну новелу. 23 березня 2019 року анонсовано, що другий сезон серіалу перебуває у процесі створення. Його вихід запланований на квітень 2020 року.
Загалом продано понад 3 млн копій романів та понад 60 000 копій аніме-серіалу. Оглядачі хвалили ранобе за їхній свіжий погляд на концепцію подорожі до іншого світу, проте критикували за невмілі діалоги та надлишковість. Аніме-серіал критики хвалили за «культурно складний світ» і за вчинки його персонажів. Серіал отримав низку премій для аніме від Newtype у 2015—2016 роках та нагороду Sugoi Japan Award у 2017 році, а також був номінований як «Аніме року» на The Anime Awards 2016.

## Сюжет
Субару Нацукі — хікікоморі, єдиним заняттям якого є гра у відеоігри. Однієї ночі під час походу до магазину його несподівано викликають в інший світ. Не маючи уявлень про те, хто його викликав, він незабаром знайомиться зі срібноволосою дівчиною-напівельфійкою, яка представляється Сателлою, та її компаньйоном Паком. Сателла згадує, що її знаки вкрав злодій на ім'я Фелт. Коли головного героя та Сателлу загадково вбивають, Субару прокидається і виявляє, що він здобув здатність «Повертатися після смерті», що дозволяє йому повертатися назад у часі щоразу, як він помирає. Він знову вітається із Сателлою, проте дізнається, що насправді під ім'ям «Сателли» мають на увазі сумнозвісну «ревну відьму», згадувати яку вважається за табу. З допомогою лицаря Рейнхарда на іншій часовій шкалі Субару рятує життя «Сателли» від вбивці Ельзи. Дівчина зізнається головному герою, що її справжнє ім'я — Емілія. Фелт на знак вдячності повертає їй знаки.
Надалі Субару зустрічає нових знайомих, знайомиться зі світом та намагається допомогти Емілії в її пошуках.

## Веброман
Веброман Re:Zero Таппея Наґацукі (який писав під псевдонімом «Недзумі-іро Неко» (яп. 鼠色猫, Nezumi-iro Neko, «кіт кольору миші»)) вперше опублікований на сайті Shōsetsuka ni Narō 20 квітня 2012 року, на якому й виходить дотепер. Станом на 26 жовтня 2019 року опубліковано шість романів та дві побічні історії, які разом містять 488 глав.

## Ранобе

### Історія створення
Масашіто Ікемото, майбутній редактор ранобе від компанії MF Bunko J, вперше познайомився з веброманом у квітні 2013 року, коли той почав з'являтися в його стрічці в соціальній мережі «Твіттер». Його відразу ж вразило те, як твір використовує концепт «Повернення після смерті» і що робота є «депресивним, водночас несподіваним поворотом у жанрі фентезі»; він почав працювати з Наґацукі над адаптацією роману у форматі ранобе. Зазвичай обсяг ранобе становить 250 сторінок, проте Наґацукі подав чернетку першого роману обсягом понад 1000 сторінок, що змусило Ікемото зробити значні правки тесту. Наґацукі хотів вже на ранніх етапах розвитку сюжету розкрити будову світу, тоді як Ікемото вважав, що важливішим є прив'язати читачів до персонажів. Тому зрештою Ікемото змінив структуру історії таким чином, щоб частини, які розкривають будову світу та його лор, були переміщені до третьої арки роботи.
До своєї роботи над Re:Zero ілюстратор Шін'їчіро Оцука працював над відеоіграми, через що під час роботи над ранобе він спочатку малював фони. Прочитавши веброман, він подав Ікемото низку дизайнів персонажів головних героїв. За початковим дизайном Субару виглядав як хуліган, який, як пізніше заявив Оцука, «не є обличчям хлопця в підлітковому віці», тому Ікемото попросив зробити персонажа «доброзичливішим і менш лютим», щоб аудиторія могла співпереживати йому під час емоційних сцен. Початковий дизайн персонажа Емілії видавався дуже простим, тому їй було додано декілька деталей, щоб зробити її цікавішою. Ікемото зазначив, що вона повинна відповідати шаблону «архетипної героїні». Порівнюючи з початковими варіантами, Рем і Рам також зазнали суттєвих змін: їхнім оригінальним дизайнам бракувало характерних елементів волосся, а убрання покоївки були довші та «традиційніші».

### Вихід
Після публікації веброману компанія Media Factory придбала права на його видання друком. Перший том ранобе з ілюстраціями Шін'їчіро Оцуки опублікований 24 січня 2014 року під їхнім імпринтом MF Bunko J. Станом на березень 2019 року опубліковано дев'ятнадцять томів основної сюжетної лінії, три томи побічної сюжетної лінії та чотири збірки оповідань. Наґацукі та Оцука опублікували в журналі Monthly Comic Alive низку побічних оповідань, присвячених персонажам оригінальної роботи, починаючи з персонажа Ельзи у серпні 2016 року. 26 листопада 2016 року вийшло оповідання, присвячене Петрі Лейте, а 27 січня 2016 року — Рам і Рем. Англійською мовою ранобе публікуються видавництвом Yen Press, яке повідомило про придбання ліцензії у соціальній мережі «Твіттер» 2 грудня 2015 року. Yen Press також придбав ліцензію на видання побічних романів Re:Zero EX.

## Манґа
Манґа-адаптація Дайчі Мацуе під назвою Re:ZERO: -Starting Life in Another World- Chapter 1: A Day in the Capital (яп. Ｒｅ：ゼロから始める異世界生活 第一章 王都の一日編, Re:Zero Kara Hajimeru Isekai Seikatsu Dai-Ichi-Shō: Ōto no Ichinichi-hen) виходила з 27 червня 2014 року в сейнен-журналі Monthly Comic Alive компанії Media Factory. Останній том вийшов 23 березня 2015 року. 2 грудня 2015 року компанія Yen Press повідомила про отримання ліцензії на видання манґи англійською мовою.
Друга манґа під назвою Re:Zero -Starting Life in Another World-, Chapter 2: One Week at the Mansion (яп. Re：ゼロから始める異世界生活 第二章 屋敷の一週間編, Re:Zero Kara Hajimeru Isekai Seikatsu Dai-Ni-Shō: Yashiki no Ishūkan-hen) з ілюстраціями Макото Фуґецу виходила з 25 жовтня 2014 року в сейнен-журналі Monthly Big Gangan компанії Square Enix. Остання глава опублікована 24 грудня 2016 року. 25 січня 2017 року було видано додаткову главу. Друга адаптація також була ліцензована Yen Press.
Третя манґа авторства Дайчі Мацуе під назвою Re:Zero -Starting Life in Another World-, Chapter 3: Truth of Zero (яп. Re:ゼロから始める異世界生活 第三章 Truth of Zero, Re:Zero Kara Hajimeru Isekai Seikatsu Dai-San-Shō: Truth of Zero) виходить у журналі Comic Alive з 27 травня 2015 року. Як і попередні дві адаптації, третя манґа також видається англійською мовою компанією Yen Press.
Манґа-антологія під назвою Re:Zero -Starting Life in Another World- Official Anthology Comic (яп. Re:ゼロから始める異世界生活　公式アンソロジーコミック, Re:Zero kara Hajimeru Isekai Seikatsu Kōshiki Ansorojī Komikku) опублікована видавництвом Media Factory 23 червня 2016 року. Друга антологія вийшла 23 вересня 2017 року.

## Інтернет-радіошоу
Інтернет-радіошоу для просування серіалу під назвою «Re: Zero kara hajimeru i sekai rajio seikatsu» (яп. Re：ゼロから始める異世界ラジオ生活) виходило з 27 березня 2016 року. Шоу виходило щопонеділка, його ведучою була Ріе Такахаші, сейю Емілії. Гості, які з'явилися в шоу: Юсуке Кобаяші (Субару Нацукі), Інорі Мінасе (Рем), Юмі Учіяма (Пак), Ріе Муракава (Рам), Сатомі Арай (Беатріче), Чінацу Акасакі (Фелт), Кана Уеда (Анастасія Хошін) та Юй Хоріе (Фелікс). Шоу завершилось 19 грудня 2016 року та налічує 33 епізоди. Перший радіо-CD з 1-8 епізодами шоу вийшов 27 червня 2016 року. Другий CD з 9-16 епізодами шоу вийшов 28 вересня 2016 року. Третій (епізоди 17–24) опублікований 30 листопада 2016 року. Четвертий (епізоди 25–33) вийшов 29 березня 2017 року.

## Аніме

### Історія створення
Можливість створення аніме-адаптації почала розглядатися ще на ранніх стадіях роботи над романом; Шьо Танака, продюсер з компанії Kadokawa, попросив Ікемото порекомендувати роботи, які могли б бути анімовані, на що Ікемото порадив Танаці почитати вебромани Наґацукі. Попри початкове непорозуміння, за яким Ікемото вважав, що Танака не був зацікавлений у роботі, перемови про створення адаптації почалися незабаром після початку приготування веброманів до публікації друком.
У рамках перемов щодо можливої аніме-адаптації Ікемото та Танака звернулися до Цунакі Йошікави, анімаційного продюсера зі студії White Fox, з питанням про можливість створення його студією анімації для майбутнього серіалу. Сподіваючись адаптувати роман у форматі аніме, подібному до Steins;Gate (яке також було створене студією White Fox), і маючи позитивне враження про студію, яка створила низку якісних адаптацій, Танака згодом офіційно звернувся до White Fox з пропозицією про створення серіалу. Президент White Fox запитав думку Йошікави, на що той рекомендував прийняти пропозицію, якщо тільки серіал «не порушує ніяких правил мовлення».
Створення аніме почалося через деякий час після виходу п'ятого роману в жовтні 2014 року. Йошікава обрав режисером серіалу Масахару Ватанабе, оскільки той попередньо працював у стадії над створенням ключової анімації, водночас дизайнером персонажів та анімаційним режисером було призначено Кюту Сакай, оскільки Йошікава вважав, що вона здатна належно дотримуватися рисунку оригінальної роботи та підтримувати якість анімації серіалу впродовж 25 серій. Сценарій був довірений Масахіро Йокотані, для якого ця робота стала першою з класу історій, у яких персонажі «перероджуються в іншому світі». Хоча Йошікава попередив його про наявність насильства в оригінальній роботі, Йокотані все одно був здивований сценами насильства у третьому та наступних романах, оскільки на момент прийняття пропозиції долучитися до проекту він прочитав лише перший роман; Йокотані передав написання цих серій з другої половини серіалу іншим двом сценаристам. Йошіко Накамура приєднався до проекту через деякий час після того, як Масахіро завершив написання сюжету для третьої серії. Коли для Йокотані та Накамури стало неможливим писати сценарій самостійно, було ухвалене рішення залучити ще одного сценариста. Ґаку Іваса, президент White Fox, попросив їх найняти когось «молодшого», на що Йокотані запропонував кандидатуру Ейджі Умехари. Наґацукі, який незадовго до цього грав у відеогру Chaos;Child, сюжет для якої написав Умехара, затвердив його на вакантну позицію, запропонувавши дозволити Умехарі написати «болісні частини»; Умехару запросили приєднатися до проекту близько того часу, коли вже був написаний сюжет для 8 та 9 серій. Для кожного зі сценаристів Re:Zero став першою адаптацією ранобе, над якою вони працювали.
Автор оригінальної роботи Таппей Наґацукі був дуже активним під час створення аніме, відвідуючи зустрічі щодо сюжету та сесії запису. Коли сценаристи стикалися з проблемою в сцені, він іноді писав для них текст, який вони могли б використовувати як орієнтир для написання сценарію. Серіал початково не планувався 25-серійним, проте був подовжений, щоб виділити більше часу для битви з Білим китом (яка була розширена з двох серій до трьох) і для 18-ї серії (сюжет серій 16-18 початково планувалося вмістити у двох серіях). Головною вказівкою Ватанабе працівникам було «захопити настрій роману настільки, наскільки це можливо»; сценаристи дискутували, як їм стиснути насичений оригінальний матеріал таким чином, щоб не втратити центральні елементи історії; Накамура пригадував, як працював із замітками щодо побудови, які «займали цілі сторінки». Під час планування та написання сценарію аніме одним з найважчих питань для персоналу був вибір правильного моменту для його завершення і значний об'єм часу було віддано на вибір того, що розкрити в останній серії, яка включала матеріал тоді ще не розкритий у ранобе.
Після приєднання до проекту і Накамура, і Умехара мусили переглянути свої погляди на головного героя і були змушені переписати сцени, у яких вони зображували Субару «крутим». За вказівкою Ватанабе Накамура повинен був переписувати розповідь Субару про «Червоного огра, який плакав» в 6-й серій декілька разів. Для персоналу також важким був вибір пісні для рингтону Субару, який грає під час останньої сцени в 19-й серії, і перед тим, як вони зупинилися на «Yoake no Michi» у виконанні Dog of Flanders, вони розглядали на цю роль пісні на кшталт «Kanpaku Sengen», «The Beard Song» та «M» у виконанні Princess Princess.

#### Саундтрек
Під час вибору композитора для створення музики серіалу режисер Ватанабе хотів вибрати когось, хто раніше вже «задів його за живе». Ватанабе як шанувальник драматичних серіалів був вражений музичною композицією в медичній драмі Death's Organ і з'ясував, що її композитор, Суехіро Кен'їчіро, також працював над декількома його улюбленими аніме та драматичними серіалами. Після того, як Суехіро був залучений до проекту, Ватанабе дай йому три головні вказівки: використовувати людські голоси під час «Повернення після смерті»; писати музику так, як він писав би для драми чи фільму, щоб захопити емоційні сцени; і «викластися на повну» для напружених сцен. Додатково для першої половини Ватанабе попросив написати музику з «тривожним» звучанням, тоді як для другої половини — з «романтичним» відчуттям. І Ватанабе, і Суехіро є фанатами італійського композитора Енніо Морріконе і Сеухіро намагався надихнутися його роботами під час написання саундтреку. Ватанабе також попросив написати пісні, які б імітували композиції Ганса Циммера в «Темному лицарі». Протягом більшої частини серіалу Суехіро використовував музику, що була не дуже «анімешною», проте його попросили використовувати традиційнішу аніме-музику для сцен повсякденності. Декілька разів під час серіалу (як-от, у 7-й та 15-й серіях) Ватанабе використовував пісню повністю, що незвично для більшості аніме.
У серіалі обмежено використовуються відкривальні та закривальні композиції, проте Ватанабе казав, що він хотів би використовувати їх частіше.

### Вихід
Аніме-телесеріал анонсований компанією Kadokawa у липні 2015 року. Режисер — Масахару Ватанабе, сценарист — Масахіро Йокотані, анімація виконана студією White Fox. За дизайн персонажів відповідала Кюта Сакай, яка також була головною анімаційною режисеркою. Музику до серіалу написав Кен'їчіро Суехіро. Оператор-постановник — Кентаро Мінеґіші, художній керівник — Йошіто Такаміне. За звуковий супровід відповідав Джін Акетаґава, за звукові ефекти — Юджі Фуруя. Серед інших авторів: Хітомі Судо (редагування), Ю Карубе (3D-режисер), Саая Кінджьо (художня конфігурація), Ідзумі Сакамото (кольоровий дизайн), Норітака Судзукі та Ґойчі Івабатаке (дизайн конструкцій).
Прем'єра 25-серійного серіалу відбулася 4 квітня 2016 року з розширеною 50-хвилинною першою серією. Він транслювався в телевізійних мережах TV Tokyo, TV Osaka, TV Aichi та AT-X. Серіал одночасно виходив на вебплатформі Crunchyroll. 18-а серія тривала на 2 хвилини довше, ніж типова серія аніме, яка триває 25 хв 45 с. Остання серія тривала вже на 4 хвилини довше (27 хв 15 с).
Поряд з основним серіалом студією Studio Puyukai був створений аніме-мінісеріал із чібі-версіями персонажів під назвою Re:Zero ~Starting Break Time From Zero~ (яп. Re:ゼロから始める休憩時間(ブレイクタイム), Re:Zero kara Hajimeru Break Time). Він містив одинадцять серій і транслювався, поки його не замінив новий мінісеріал під назвою Re:PETIT ~Starting Life in Another World from PETIT~ (яп. Re:プチから始める異世界生活, Re:Puchi kara Hajimeru Isekai Seikatsu), який почав транслюватися 24 червня 2016 року і налічує 14 серій. Режисером, сценаристом та продюсером мінісеріалів виступив Мінору Ашіна, дизайн персонажів належить Мінору Такехарі, який також був залучений до створення анімації серіалу разом із Сумі Кімото та Чісато Тоцукою. Композитор музики мінісеріалів — Кен'їчіро Суехіро, звукові ефекти — Томоджі Фуруя із Suwara Pro. Звукорежисером виступив Джін Акетаґава з виробничої компанії Magic Capsule.
Серії мінісеріалів виходили в телевізійній мережі AT-X після кожної серії основного серіалу, починаючи з 8 квітня 2016 року. Crunchyroll придбав права на трансляцію обох мінісеріалів.
10 вересня 2017 року на «MF Bunko J Summer School Festival 2017» був анонсований вихід OVA. До роботи над OVA були залучені основний персонал та актори попередніх робіт, а головним режисером виступив Тацуя Коянаґі. Прем'єра OVA під назвою Memory Snow відбулася в кінотеатрах Японії 6 жовтня 2018 року. Другу OVA під назвою Hyōketsu no Kizuna (яп. 氷結の絆) було анонсовано 23 вересня 2018 року. Друга OVA стане адаптацією роману-приквелу Re:Zero Kara Hajimeru Zenjitsu-tan: Hyōketsu no Kizuna (яп. Re:ゼロから始める前日譚 氷結の絆), який був включений до першого японського Blu-ray випуску телесеріалу, і розповідав про зустріч Емілії та Пака. OVA вийшла в кінотеатрах Японії 8 листопада 2019 року.
Серіал ліцензований компанією Crunchyroll у США; під час Katsucon 2018 компанія Funimation повідомила про намір видавати серіал на відеоносіях з англійським озвученням у рамках партнерства двох компаній. Crunchyroll також має ліцензію на серіал у Великій Британії, де аніме видається компанією Anime Limited. Релізи Funimation та Anime Limited першої частини першого сезону на Blu-ray отримали негативні відгуки після того, як було виявлено, що вони містять видимі кольорові дефекти та артефакти стиснення. Друга частина першого сезону вийшла на Blu-ray 5 лютого 2019 року.
23 березня 2019 року було оголошено, що другий сезон серіалу перебуває у виробництві. Акторський склад основних персонажів другого сезону залишився попереднім. Його вихід запланований на квітень 2020 року. Перед виходом другого сезону з 1 січня 2020 року в телевізійних мережах AT-X, Tokyo MX, TV Hokkaido, KHB Higashinippon Broadcasting Co., Ltd., TV Aichi, KBS Kyoto, Sun TV, TVQ Kyushu Broadcasting Co., Ltd. та BS11 відбудеться трансляція відредагованої версії першого сезону.

## Музика
Першою відкривальною композицією аніме-серіалу є пісня «Redo» у виконанні Кономі Судзукі, першою закривальною композицією — «Styx Helix» у виконанні Myth & Roid, закривальна композиція 7-ї серії — пісня «Straight Bet», також виконана Myth & Roid. Друга відкривальна композиція — «Paradisus-Paradoxum» у виконанні Myth & Roid, друга закривальна композиція — «Stay Alive» у виконанні Ріе Такахаші. Myth & Roid також виконали закривальну композицію 14-ї серії під назвою «theater D».
Саундтрек серіалу вийшов на CD 26 жовтня 2016 року. Диск містить 21 трек, композитор — Кен'їчіро Суехіро.
| Re: Life in a different world from zero Original Sound Track | Re: Life in a different world from zero Original Sound Track                                                     | Re: Life in a different world from zero Original Sound Track |
| #                                                            | Назва | Тривалість                                                   |
| ------------------------------------------------------------ | --- | ------------------------------------------------------------ |
| 1.                                                           | «Love and Jet-black Rondo – Main Theme –» (愛と漆黒の輪舞曲 – MainTheme - Ai to Shikkoku no Rondo — MainTheme -) | 3:49                                                         |
| 2.                                                           | «Hero's Tact — Origin —» (英雄のタクト – 起源 - Eiyū no Takuto — Kigen -)                                        | 2:53                                                         |
| 3.                                                           | «Hymn of Despair and Atonement» (絶望と贖罪のヒュムネ Zetsubō to Shokuzai no Hyumune)                            | 3:11                                                         |
| 4.                                                           | «Dragon Kingdom Lugunica» (親竜王国ルグニカ Oya Ryū Ōkoku Rugunika)                                              | 2:43                                                         |
| 5.                                                           | «Otherworld March» (異世界行進曲 Isekai Kōshinkyoku)                                                             | 1:59                                                         |
| 6.                                                           | «Memories of Time and Sky» (時と空の想い出 Toki to Sora no Omoide)                                               | 1:39                                                         |
| 7.                                                           | «Promenade of Whistles and Creation» (笛と創造の散歩道 Fue to Sōzō no Sanpomichi)                                | 2:06                                                         |
| 8.                                                           | «Re: verse» | 2:32                                                         |
| 9.                                                           | «Heartbeat of Determination» (決意の心音 Ketsui no Kokone)                                                       | 2:05                                                         |
| 10.                                                          | «Fantasy Lied» (幻想リート Gensō Rīto)                                                                           | 3:41                                                         |
| 11.                                                          | «Echt of Sorrow» (哀しみのエヒト Kanashimi no Ehito)                                                             | 3:51                                                         |
| 12.                                                          | «Chains of Memory» (記憶の鎖 Kioku no Kusari)                                                                    | 3:31                                                         |
| 13.                                                          | «Roar of Malice» (悪意の咆哮 Akui no Hōkō)                                                                       | 2:56                                                         |
| 14.                                                          | «Sloth» (怠惰 Taida)                                                                                             | 2:05                                                         |
| 15.                                                          | «Call of the Witch» (魔女の呼び声 Majo no Yobigoe)                                                               | 2:46                                                         |
| 16.                                                          | «Activation of Fate» (運命の起動 Unmei no Kidō)                                                                  | 2:23                                                         |
| 17.                                                          | «Requiem of Silence» (沈黙のレクイエム Chinmoku no Rekuiemu)                                                     | 7:03                                                         |
| 18.                                                          | «Death Ballet»                                                                                                   | 2:47                                                         |
| 19.                                                          | «Waltz of Rage» (激昂の円舞 Gekikō no Enbu)                                                                      | 2:12                                                         |
| 20.                                                          | «Overture of the Final Battle» (決戦の序曲 Kessen no Jokyoku)                                                    | 3:01                                                         |
| 21.                                                          | «Wish of the Stars» (星の願い Hoshi no Negai)                                                                    | 3:32                                                         |
| 52:45                                                        | |                                                              |

«Redo», 10-й сингл Судзукі, вийшов на CD 11 травня 2016 року. Сингл також був випущений обмеженим виданням разом із DVD, який містив музичний відеокліп та запис виконання наживо з концерту. Пісні виконані Судзукі, на слова Ґенкі Мідзуно та аранжування Макото Міядзакі.
| Redo  | Redo                                                    | Redo       |
| #     | Назва                                                   | Тривалість |
| ----- | ------------------------------------------------------- | ---------- |
| 1.    | «Redo»                                                  | 4:18       |
| 2.    | «Mebius» (メビウス Mebiusu)                             | 4:16       |
| 3.    | «The Continuation of Dreams» (メビウス Yume no tsuzuki) | 5:46       |
| 4.    | «Redo» ((Instrumental))                                 | 4:18       |
| 5.    | «Mebius» (メビウス Mebiusu (Instrumental))              | 4:16       |
| 22:54 |                                                         |            |

CD з піснею «Styx Helix», першою закривальною композицією серіалу, став третім синглом для гурту Myth & Roid. Написана, аранжувана та виконана гуртом, вона була випущена 25 травня 2016 року та включала як звичайні, так й інструментальні версії «Styx Helix» та «STRAIGHT BET».
«Stay Alive», друга закривальна композиція, вийшла синглом 24 серпня 2016 року. Пісні виконали Такахаші (Емілія) та Мінасе (Рем). Написав пісні та виконав аранжування Heart's Cry.
| Stay Alive | Stay Alive                                                    | Stay Alive   | Stay Alive |
| #          | Назва                                                         | Виконавець   | Тривалість |
| ---------- | ------------------------------------------------------------- | ------------ | ---------- |
| 1.         | «Stay Alive»                                                  | Ріе Такахаші | 4:26       |
| 2.         | «Wishing»                                                     | Інорі Мінасе | 6:00       |
| 3.         | «Dream of a Boy» (ぼうやの夢よ Bōya no Yumeyo)                | Ріе Такахаші | 3:30       |
| 4.         | «Stay Alive» (Instrumental)                                   |              | 4:26       |
| 5.         | «Wishing» (Instrumental)                                      |              | 6:00       |
| 6.         | «Dream of a Boy» (ぼうやの夢よ Bōya no Yumeyo (Instrumental)) |              | 3:30       |
| 27:52      |                                                               |              |            |

Myth & Roid випустили другу відкривальну композицію синглом 24 серпня 2016 року. CD містив звичайні та інструментальні версії пісень «Paradisus-Paradoxum» та «theater D».
Для Memory Snow було використано три тематичні композиції: закривальну композицію «Memory Memory Snow» і пісню «Relive» у виконанні Ноноки та пісню «Memories» у виконанні Ріко Адзуни.
| Memory Snow Original Sound Track | Memory Snow Original Sound Track | Memory Snow Original Sound Track | Memory Snow Original Sound Track |
| #                                | Назва                            | Виконавець                       | Тривалість                       |
| -------------------------------- | -------------------------------- | -------------------------------- | -------------------------------- |
| 1.                               | Untitled (英雄のタクト -起源)    |                                  | 2:55                             |
| 2.                               | Untitled (空想クラップ)          |                                  | 1:41                             |
| 3.                               | Untitled (始まりの音色)          |                                  | 2:06                             |
| 4.                               | Untitled (毛並み職人)            |                                  | 1:58                             |
| 5.                               | Untitled (おたんこナス)          |                                  | 1:35                             |
| 6.                               | Untitled (寝起きとレム)          |                                  | 1:47                             |
| 7.                               | Untitled (よあけのみち)          |                                  | 0:23                             |
| 8.                               | «Relive» (イメージソング)        | nonoc                            | 4:01                             |
| 9.                               | Untitled (リンガ)                |                                  | 1:33                             |
| 10.                              | Untitled (エミリアの隠し事)      |                                  | 1:54                             |
| 11.                              | Untitled (ロズワール)            |                                  | 2:25                             |
| 12.                              | Untitled (発魔期)                |                                  | 2:37                             |
| 13.                              | Untitled (笛と創造の散歩者)      |                                  | 2:07                             |
| 14.                              | Untitled (スバル協奏曲)          |                                  | 1:53                             |
| 15.                              | Untitled (異世界行進曲)          |                                  | 1:59                             |
| 16.                              | Untitled (相談中)                |                                  | 2:05                             |
| 17.                              | Untitled (侵食のマハト)          |                                  | 2:29                             |
| 18.                              | Untitled (運命の起動)            |                                  | 2:24                             |
| 19.                              | Untitled (チキチキ)              |                                  | 1:46                             |
| 20.                              | «Memories»                       | Ріко Адзуна                      | 4:15                             |
| 21.                              | Untitled (時と空の思い出)        |                                  | 1:42                             |
| 22.                              | Untitled (雪まつり)              |                                  | 1:55                             |
| 23.                              | «EMT!!»                          |                                  | 1:42                             |
| 24.                              | Untitled (賑やかな日々)          |                                  | 1:55                             |
| 25.                              | Untitled (空想クラップ)          |                                  | 2:50                             |
| 26.                              | Untitled (宴の夜)                |                                  | 2:47                             |
| 27.                              | Untitled (魅惑の酒)              |                                  | 2:53                             |
| 28.                              | «Memory Snow»                    |                                  | 4:49                             |
| 29.                              | «White White Snow»               | nonoc                            | 3:53                             |
| 1:08:17                          |                                  |                                  |                                  |

## Відеоігри
У серпні 2016 року компанія-розробник відеоігор 5pb. повідомила, що працює над створенням візуальної новели за романом під назвою Re:Zero -Starting Life in Another World- Death or Kiss (яп. Re:ゼロから始める異世界生活 -DEATH OR KISS-, Re:Zero kara Hajimeru Isekai Seikatsu -Death or Kiss-). Відеогра дотримується оригінального сюжету, який відрізняється від сюжетів ранобе та аніме, і дозволяє гравцеві вибирати між рутами Емілії, Рем, Рам, Фелт, Беатріче, Круш, Присцили та Анастасії. DLC для відеогри дозволяє гравцям, які попередньо замовили гру, замінити костюми персонажів купальниками. Відкривальну композицію «yell! magic starts with a kiss» (яп. yell！～くちびるからはじまる魔法～, Yell!~ Kuchibiru kara Hajimaru Mahō ~) виконала Судзукі, яка також виконала першу відкривальну композицію аніме-серіалу, закривальна композиція — пісня «Dai Dai Daisuki» (яп. ダイ・ダイ・ダイスキ) у виконанні Мінасе та Муракави.
Початково відеогру планувалося випустити в Японії 23 березня 2017 року для PlayStation 4 та PlayStation Vita, але через певні обставини вихід був перенесений на 30 березня 2017 року. Обмежене видання відеогри містило CD із саундтреком та SD-фігуркою Рам (для версії PS4) або Рем (для версії PSVita).
26 травня 2017 року для iOS та Android вийшов додаток віртуальної реальності, що дозволяє користувачеві взаємодіяти з персонажем Рем. 6 червня 2017 року вийшла версія із персонажем Емілії. Пізніше відеогра була портована та видана також для PC та PlayStation VR.

## Інші роботи
24 жовтня 2016 року разом 10-им томом роману компанія Kadokawa видала 272-сторінковий посібник перших трьох актів серії під назвою Re:zeropedia. На Комікеті був опублікований офіційний арт-бук доджінші з ілюстраціями від Понкан 8 (Shirobako та Yahari Ore no Seishun Love Come wa Machigatteiru.), Юки Накаджіми (Papa no Iukoto wo Kikinasai!, Amagi Brilliant Park) та ТакаяКі (Arifureta Shokugyō de Sekai Saikyō). 21 грудня 2016 року вийшов кросовер Re:Zero з ранобе KonoSuba від Нацуме Акацукі під назвою Re:Starting Life Blessing This World. Книга містить інтерв'ю з авторами та ілюстраторами обох творів, а також з основними сейю в їхніх відповідних аніме-адаптаціях. Також був включений самостійний (one-shot) манґа-кросовер від Дайчі Мацусе та Сахіро Ватарі (ілюстратора манґа-адаптації KonoSuba). 31 грудня 2016 року опублікований фанбук з коментарями серій аніме, а також інтерв'ю з акторами та працівниками Animate Times. 28 грудня 2018 року компанія Bushiroad видала за Re:Zero карткові набори Booster Pack та Trial Deck+ для японської колекційної карткової гри Weiß Schwarz.

## Сприйняття
Відповідно до даних японського новинного вебсайту про ранобе LN News, станом на червень 2016 року було видано 1 млн копій Re:Zero друком, на вересень 2016 року — понад 2 млн, на травень 2017 року — понад 3,1 млн. Ранобе посіло десяте місце за продажами в Японії серед ранобе за період з листопада 2015 року до травня 2016 року з 263 357 проданими копіями. За цей ж періоду перший та другий томи посіли 35-е та 48-е місця за продажами томів ранобе з 49 194 та 41 617 проданими копіями відповідно. У 2016 році ранобе посіло четверте місце за продажами з 1 007 381 проданою копією за період з листопада 2015 року до листопада 2016 року Його перші три томи посіли 14-е, 21-е та 30-е місця за продажами томів ранобе за рік зі 155 363, 127 970 та 110 574 проданими копіями відповідно. У 2017 році ранобе посіло третє місце за продажами з 925 671 проданою копією. Його 1-й, 10-й, 11-й та 12-й томи посідали відповідно 19-е (60 135 копій), 25-е (56 001 копія), 7-е (101 480 копій) та 12-е (79 431 копія) місця за період з листопада 2016 року до травня 2017 року.
Аніме-серіал посів 21-е місце за продажами аніме-серіалів протягом 2016 років з близько 68 791 проданим Blu-ray та DVD-носієм.
Терон Мартін (англ. Theron Martin) із сайту Anime News Network у своєму огляді першої книги похвалив роботу за те, що вона більш свіжо розглядає концепцію «переміщення до іншого світу», проте критикував за невмілі діалоги та тенденцію до надлишковості.
Аніме-серіал посів перше місце в опитуванні 820 осіб, проведеному японським вебсайтом Anime! Anime! з метою визначити найкраще шоу весни 2016 року. На думку Енді Генлі (англ. Andy Hanley) з UK Anime Network аніме-адаптація Re:Zero є одним з найкращих серіалів 2016 року.
Керівний редактор з Anime Now! Річард Ейсенбейс (англ. Richard Eisenbeis) включив аніме до своєї вибірки найкращого у 2016 році за його «культурно складний» світ та персонажів, які мають «свої власні плани, недоліки та мотиви». Він відзначив Субару як «найскладнішого персонажа року».
Серіал посів друге місце в номінації на премію аніме від Newtype у 2015—2016 роках. Крім того, режисер Масахару Ватанабе посів перше місце за режисуру, а персонажі Субару, Рем та Пак посіли перші місця у категоріях: найкращий чоловічий персонаж, найкращий жіночий персонаж та найкращий персонаж-маскот відповідно. Сюжет від Масахіро Йокотані посів друге місце, а дизайн персонажів (виконаний Шін'їчіро Оцукою та Кютою Сакай) — третє. Саундтрек серіалу та друга відкривальна композиція посіли четверті місця у своїх категоріях. Ранобе та аніме обидва посіли перше місце у своїх відповідних категоріях на Sugoi Japan Awards у 2017 році.
В опитуванні користувачів Otamart (переважно жінки) серіал посів друге місце в списку найуспішніших аніме/манґа/ранобе франшиз 2016 року. Re:Zero був номінований на звання «Аніме року» на The Anime Awards 2016 від Crunchyroll, і став найпопулярнішим серіалом сервісу у 2016 році, випередивши аніме Yuri!!! on Ice.

### Виноски
1. ↑  Re:ZERO -Starting Life in Another World-, Vol. 1 (light novel). Yen Press. Архів оригіналу за 5 січня 2020. Процитовано 5 серпня 2018. [Архівовано 2020-01-05 у Wayback Machine.]
2. ↑  Stevens, Josh A. (23 березня 2019). Re:Zero Season 2 Anime Finally Announced. Anime UK News. Архів оригіналу за 17 листопада 2019. Процитовано 17 листопада 2019.
3. ↑  Chapman, Jacob (20 серпня 2016). Subaru Natsuki: The Best and Worst Thing About Re:Zero. Anime News Network. Архів оригіналу за 7 квітня 2019. Процитовано 5 серпня 2018.
4. ↑  Animax Asia to Air Re:ZERO -Starting Life in Another World- Anime in January. Anime News Network. 23 грудня 2016. Архів оригіналу за 17 лютого 2017. Процитовано 24 грудня 2016.
5. ↑  Nagatsuki, Tappei (July 2016). Afterword. Re:ZERO -Starting Life in Another World- Volume 1 (англ.) . Yen Press. с. 229–231. ISBN 978-0-316-31530-2.
6. 1 2  Komatsu, Mikikazu (21 березня 2016). "Re:Zero kara Hajimeru Isekai Seikatsu" TV Anime One Hour Premiere Set for April 3. Crunchyroll. Архів оригіналу за жовтня 10, 2016. Процитовано 27 червня 2016.
7. 1 2  Ｒｅ：ゼロから始める異世界生活. Shōsetsuka ni Narō (яп.) . Архів оригіналу за липня 18, 2016. Процитовано 5 жовтня 2017.
8. 1 2 3 4 5 6 7 8 9  Luster, Joseph (17 липня 2016). FEATURE: "Re:ZERO" All-Night Marathon and Staff Discussion – What Makes Subaru Tick (Everyone Off). Crunchyroll. Архів оригіналу за липня 22, 2016. Процитовано 17 серпня 2016.
9. 1 2 3 4 5 6 7 8 9  Jack, Er Gin (26 червня 2016). FEATURE: "Re:ZERO" All-Night Screening Event!. Crunchyroll. Архів оригіналу за червня 29, 2016. Процитовано 17 серпня 2016.
10. 1 2 3 4  Luster, Joseph (13 серпня 2016). FEATURE: "Re:ZERO" Director and Composer Discuss Who The True Heroine Is: Emilia or Rem?. Crunchyroll. Архів оригіналу за серпня 27, 2016. Процитовано 18 серпня 2016.
11. ↑  Nagatsuki, Tappei (July 2016). Re:ZERO -Starting Life in Another World- Volume 1 (англ.) . Yen Press. с. 233. ISBN 978-0-316-31530-2.
12. ↑  Green, Scott (27 серпня 2016). Smell The Entrails As Elsa "Bowel Hunter" Granhirte Gets Her Own "Re:Zero" Side Story. Crunchyroll. Архів оригіналу за серпня 28, 2016. Процитовано 27 серпня 2016.
13. 1 2  Green, Scott (26 грудня 2016). "Comic Alive" To Offer New "Re:Zero" Rem & Ram Side Story Along With "Together With Rem – Night" Poster. Crunchyroll. Архів оригіналу за грудня 28, 2016. Процитовано 27 грудня 2016.
14. ↑  Green, Scott (12 листопада 2016). Petra Gets Her Own "Re:ZERO" Side Story. Crunchyroll. Архів оригіналу за 14 листопада 2016. Процитовано 13 листопада 2016.
15. 1 2 3 4 5 6  Yen Press Licenses Asterisk War, Re:Zero Manga, Light Novels. Anime News Network. 2 грудня 2015. Архів оригіналу за 3 грудня 2015. Процитовано 2 грудня 2015.
16. ↑  Yen Press Licenses Re:Zero EX Spinoff Novels. Anime News Network. 16 травня 2017. Архів оригіналу за 19 червня 2017. Процитовано 30 червня 2017.
17. ↑  「のんのんびより」特製Tシャツ、アライブ8周年で販売 [Non Non Biyori special T-shirt sold at Alive's 8th anniversary]. Natalie (яп.) . 27 червня 2014. Архів оригіналу за серпня 31, 2016. Процитовано 23 травня 2016.
18. ↑  月刊『ビッグガンガン』2014 Vol.11 10月25日(土)発売 [Monthly Big Gangan 2014 Vol. 11 October 25 (Saturday) release]. Square Enix (яп.) . Архів оригіналу за липня 29, 2016. Процитовано 23 травня 2016.
19. ↑  月刊 ビッグガンガン 2014年 vol.11 2014年 11/23号 [雑誌] [Monthly Big Gangan 2014 vol.11 2014/11/23 edition [magazine]]. Rakuten (яп.) . Архів оригіналу за грудня 8, 2019. Процитовано 23 травня 2016.
20. ↑  Fugetsu, Makoto [@whogets] (24 грудня 2016). 本日発売のビッグガンガンに「Re:ゼロから始める異世界生活 第二章」最終話「未来の話」掲載されております。これにて二章完！お待たせしました、この続きはマツセ先生の三章で！大好きなリゼロに漫画という形で関わらせて頂けて幸せでした。ありがとうございます！ (Твіт) (яп.) . Архів оригіналу за лютого 22, 2019. Процитовано 24 березня 2017 — через Твіттер.
21. ↑  017年 Vol.01 最新号情報 | ビッグガンガン (яп.) . Square Enix. Архів оригіналу за вересня 12, 2018. Процитовано 26 березня 2017. [Архівовано 2018-09-12 у Wayback Machine.]
22. ↑  Fugetsu, Makoto [@whogets] (25 січня 2017). 本日ビッグガンガン発売日！リゼロ二章本編は先月最終回で今回は特別編。「第一次マヨネーズ騒動」です。思い返せばリゼロの連載が決まり、はじめて長月先生にお会いした時に「マヨ回描かせて下さい！」と頼み込んだ思い出。レムのこの笑顔が描きたかったんだ。#rezero　#リゼロ (Твіт) (яп.) . Архів оригіналу за лютого 22, 2019. Процитовано 24 березня 2017 — через Твіттер.
23. ↑  Green, Scott (25 січня 2017). "Re:Zero" Manga Adapts Special Mayonnaise Chapter. Crunchyroll. Архів оригіналу за січня 29, 2017. Процитовано 24 березня 2017.
24. ↑  2017年 Vol.02 最新号情報 | ビッグガンガン (яп.) . Square Enix. Архів оригіналу за вересня 12, 2018. Процитовано 26 березня 2017. [Архівовано 2018-09-12 у Wayback Machine.]
25. ↑  Re:ZERO -Starting Life in Another World-, Vol. 1 (manga). Hachette Book Group. Архів оригіналу за 4 січня 2017. Процитовано 31 грудня 2016. [Архівовано 2017-01-04 у Archive.is]
26. ↑  「ノーゲーム・ノーライフ・です！」アライブで獣人種いづな描いたスピンオフ. Natalie (яп.) . 27 травня 2015. Архів оригіналу за березня 4, 2016. Процитовано 23 травня 2016.
27. ↑  Re:ZERO -Starting Life in Another World-, Chapter 3: Truth of Zero, Vol. 1 (manga). Hachette Book Group. Процитовано 26 лютого 2017.[недоступне посилання з 01.02.2018]
28. ↑  アニメ放送中の「Re:ゼロから始める異世界生活」川上真樹表紙のアンソロ. Natalie (яп.) . 23 червня 2016. Архів оригіналу за липня 29, 2016. Процитовано 1 вересня 2016.
29. ↑  Re:ゼロから始める異世界生活 公式アンソロジーコミック Vol.2. Media Factory (яп.) . Архів оригіналу за лютого 22, 2019. Процитовано 20 березня 2018. [Архівовано 2019-02-22 у Wayback Machine.]
30. 1 2  Re：ゼロから始める異世界ラジオ生活. Onsen (яп.) . Архів оригіналу за серпня 22, 2016. Процитовано 27 серпня 2016.
31. ↑  Re:ゼロから始める異世界ラジオ生活 第１回. Nicovideo (яп.) . Архів оригіналу за 11 листопада 2016. Процитовано 27 серпня 2016.
32. 1 2  Radio CD, Vol. 1. Re:Zero kara Hajimeru Isekai Seikatsu (official site) (яп.) . Архів оригіналу за 24 жовтня 2016. Процитовано 27 серпня 2016. [Архівовано 2016-10-24 у Wayback Machine.]
33. 1 2  Radio CD, Vol. 2. Re:Zero kara Hajimeru Isekai Seikatsu (official site) (яп.) . Архів оригіналу за 24 жовтня 2016. Процитовано 27 серпня 2016. [Архівовано 2016-10-24 у Wayback Machine.]
34. ↑  Re:ゼロから始める異世界ラジオ生活 results. Nicovideo (яп.) . Процитовано 27 серпня 2016.{{cite web}}:  Обслуговування CS1: Сторінки з параметром url-status, але без параметра archive-url (посилання)
35. ↑  Radio CD, Vol. 3. Re:Zero kara Hajimeru Isekai Seikatsu (official site) (яп.) . Архів оригіналу за 24 жовтня 2016. Процитовано 20 січня 2018. [Архівовано 2016-10-24 у Wayback Machine.]
36. ↑  Radio CD, Vol. 4. Re:Zero kara Hajimeru Isekai Seikatsu (official site) (яп.) . Архів оригіналу за 24 жовтня 2016. Процитовано 20 січня 2018. [Архівовано 2016-10-24 у Wayback Machine.]
37. ↑  Ｒｅ：ゼロから始める異世界生活5 [Re:Zero -Starting Life in Another World- 5]. Media Factory (яп.) . Архів оригіналу за серпня 28, 2016. Процитовано 18 серпня 2016. [Архівовано 2016-08-28 у Wayback Machine.]
38. 1 2 3 4 5 6 7 8 9  Luster, Joseph (17 вересня 2016). FEATURE: The Scriptwriters of "Re:ZERO" Episodes 15 and 16 Discuss What Happened Behind the Scenes. Crunchyroll. Архів оригіналу за вересня 20, 2016. Процитовано 20 вересня 2016.
39. ↑  Ｒｅ：ゼロから始める異世界生活「ただそれだけの物語」 [Re:Zero -Starting Life in Another World-: "That's All This Story Is About"]. TV Tokyo (яп.) . Архів оригіналу за вересня 14, 2016. Процитовано 20 вересня 2016. [Архівовано 2016-09-14 у Wayback Machine.]
40. ↑  Re：ゼロから始める異世界生活 9. Media Factory (яп.) . Архів оригіналу за вересня 18, 2016. Процитовано 20 вересня 2016. [Архівовано 2016-09-18 у Wayback Machine.]
41. ↑  Green, Scott (12 вересня 2016). "Re:Zero" Anime Overtakes Published Light Novel Material (Spoiler Warning). Crunchyroll. Архів оригіналу за вересня 13, 2016. Процитовано 12 вересня 2016.
42. ↑  Rezero_official [@Rezero_official] (11 вересня 2016). 文庫「Ｒｅ：ゼロから始める異世界生活９」の口絵イラストがこちら！　あれ、この状況、台詞、見覚えがあるような……。つまり――現在TVアニメが原作文庫を追い抜いています。ということで来週放送の第25話はまだ原作文庫でも未公開の内容！ (Твіт) (яп.) . Архів оригіналу за 12 вересня 2016. Процитовано 11 вересня 2016 — через Твіттер.
43. 1 2 3 4 5 6 7  Luster, Joseph (31 липня 2016). FEATURE: "Re:ZERO" Director and Composer Discuss Their Fixation on Theatrical Music. Crunchyroll. Архів оригіналу за серпня 4, 2016. Процитовано 18 серпня 2016.
44. ↑  Re: Life in a different world from zero Light Novels Get TV Anime Adaptation. Anime News Network. 19 липня 2015. Архів оригіналу за 21 липня 2015. Процитовано 19 липня 2015.
45. ↑  Re: Life in a different world from zero Anime's Cast, Staff, April Premiere Revealed. Anime News Network. 18 грудня 2015. Архів оригіналу за 31 грудня 2016. Процитовано 22 березня 2016.
46. 1 2  STAFF&CAST. Re-zero-anime.jp (яп.) . Архів оригіналу за 28 жовтня 2016. Процитовано 25 серпня 2016. [Архівовано 2016-10-28 у Wayback Machine.]
47. ↑  Komatsu, Mikikazu (21 березня 2016). "Re:Zero kara Hajimeru Isekai Seikatsu" TV Anime One Hour Premiere Set for April 3. Crunchyroll. Архів оригіналу за жовтня 10, 2016. Процитовано 22 березня 2016.
48. ↑  Re:ZERO -Starting Life in Another World- Anime Listed With 25 Episodes. Anime News Network. 4 квітня 2016. Архів оригіналу за 5 квітня 2016. Процитовано 4 квітня 2016.
49. ↑  Crunchyroll to Stream Re:ZERO -Starting Life in Another World- Anime. Anime News Network (англ.) . 22 березня 2016. Архів оригіналу за 29 липня 2016. Процитовано 22 березня 2016.
50. ↑  Green, Scott (25 липня 2016). A Standard-Length Episode Couldn't Contain All "Re:ZERO" 18 Has To Offer. Crunchyroll. Архів оригіналу за липня 26, 2016. Процитовано 27 липня 2016.
51. 1 2 3  Re:Zero -Starting Life in Another World- Anime Gets SD Spinoff Shorts. Anime News Network. 7 квітня 2016. Архів оригіналу за 7 квітня 2016. Процитовано 7 квітня 2016.
52. ↑  ミニアニメ「Re:ゼロから始める休憩時間(ブレイクタイム)」放送決定！. Studio Puyukai (official site) (яп.) . Архів оригіналу за травня 15, 2016. Процитовано 24 травня 2016.
53. ↑  ミニアニメ「Re:プチから始める異世界生活」第1話公開！. Re:Zero kara Hajimeru Isekai (official anime site) (яп.) . 28 червня 2016. Архів оригіналу за липня 3, 2016. Процитовано 5 липня 2016.
54. ↑  Crunchyroll Adds 2 Series of Re:Zero Anime Shorts. Anime News Network. 23 липня 2016. Архів оригіналу за 24 липня 2016. Процитовано 23 липня 2016.
55. ↑  Re:Zero Anime's New Episode Revealed in Promo Video. Anime News Network. 10 вересня 2017. Архів оригіналу за 11 вересня 2017. Процитовано 11 вересня 2017.
56. ↑  Hodgkins, Crystalyn (29 липня 2018). Re:Zero Memory of Snow OVA's 2nd Key Visual, Returning Staff Revealed. Anime News Network. Архів оригіналу за 29 липня 2018. Процитовано 29 липня 2018.
57. ↑  Re:Zero OVA's Visual, Japanese Theatrical Release Revealed. Anime News Network. 8 березня 2018. Архів оригіналу за 9 березня 2018. Процитовано 8 березня 2018.
58. ↑  Re:Zero OVA Reveals Subtitle, Visual, Fall 2018 Theatrical Release. Anime News Network. 19 березня 2018. Архів оригіналу за 19 березня 2018. Процитовано 19 березня 2018.
59. ↑  Loo, Egan (20 червня 2018). Re:Zero Orignal[[[sic]]] Video Anime Slated for October 6 Screenings. Anime News Network. Архів оригіналу за 26 червня 2018. Процитовано 20 червня 2018. {{cite web}}: Назва URL містить вбудоване вікіпосилання (довідка)
60. ↑  Hodgkins, Crystalyn (23 вересня 2018). Re:Zero Anime Gets 2nd OVA Episode About Emilia, Pack's 1st Meeting. Anime News Network. Архів оригіналу за 23 вересня 2018. Процитовано 23 вересня 2018.
61. 1 2  Loo, Egan (10 грудня 2019). Re:Zero Anime's Season 2 Slated for Next April After Updated 1st Season. Anime News Network. Архів оригіналу за 12 червня 2020. Процитовано 10 грудня 2019.
62. ↑  Sherman, Jennifer (21 березня 2019). Re:Zero Anime's 2nd OVA Project Slated to Debut in Theaters This Fall. Anime News Network. Архів оригіналу за 21 березня 2019. Процитовано 21 березня 2019.
63. ↑  Hodgkins, Crystalyn (28 липня 2019). Re:Zero Hyōketsu no Kizuna Anime's 2nd Promo Video Reveals November 8 Debut in Theaters. Anime News Network. Архів оригіналу за 28 липня 2019. Процитовано 28 липня 2019.
64. ↑  Funimation Announces Re:Zero Home Video Release. Anime News Network. 18 лютого 2018. Архів оригіналу за 18 лютого 2018. Процитовано 18 лютого 2018.
65. ↑  Funimation Announces Re:Zero Anime's English Dub Cast. Anime News Network (англ.) . Архів оригіналу за 4 березня 2018. Процитовано 4 березня 2018.
66. ↑  Saabedra, Humberto (15 березня 2018). Check Out The June 2018 Crunchyroll/Funimation Home Video Release Slate, Now Available For Pre-Order!. Crunchyroll. Архів оригіналу за березня 16, 2018. Процитовано 15 березня 2018.
67. ↑  Anime Limited Updates from London MCM Comic Con. Anime News Network. 28 травня 2016. Архів оригіналу за 30 травня 2016. Процитовано 28 травня 2016.
68. ↑  NormanicGrav (24 грудня 2017). Anime Limited News: New Podcast Episode, Update on Stock, Xmas Sales Updates. Anime UK News. Архів оригіналу за червня 20, 2018. Процитовано 22 червня 2018.
69. ↑  Ressler, Karen (22 червня 2018). Re:Zero's Western Blu-rays Show Color Banding Artifacts, Companies Respond. Anime News Network. Архів оригіналу за 23 червня 2018. Процитовано 22 червня 2018.
70. ↑  Funimation. Re:ZERO - Starting Life in Another World - Season One Part Two - BD/DVD Combo. www.funimation.com. Архів оригіналу за 6 грудня 2018. Процитовано 15 листопада 2018.
71. ↑  KADOKAWAanime (23 березня 2019). 『Re:ゼロから始める異世界生活』TVアニメーション《第2期》製作決定. YouTube. Архів оригіналу за березня 23, 2019. Процитовано 23 березня 2019.
72. ↑  Pineda, Rafael Antonio (23 березня 2019). Re:Zero Anime's Video Reveals 2nd TV Anime Season. Anime News Network. Архів оригіналу за 23 березня 2019. Процитовано 23 березня 2019.
73. ↑  Re: Life in a different world from zero Anime's Theme Songs, Character Designs Revealed. Anime News Network. 25 лютого 2016. Архів оригіналу за 20 березня 2016. Процитовано 22 березня 2016.
74. ↑  Rezero_official [@rezero_official] (21 травня 2016). 第7話の最後に流れた挿入歌は、MYTH & ROIDの『STRAIGHT BET』です！ 5月25日発売のEDテーマ『STYX HELIX』のCW曲ですよ。 (Твіт). Архів оригіналу за лютого 22, 2019. Процитовано 25 серпня 2016 — через Твіттер.
75. ↑  MYTH&ROID, Rie Takahashi Perform Re:Zero Anime's New Theme Songs. Anime News Network. 11 червня 2016. Архів оригіналу за 11 червня 2016. Процитовано 11 червня 2016.
76. ↑  MYTH & ROID「Re:ゼロから始める異世界生活」の新OPテーマをYouTube公開 [MYTH & ROID launch the new OP theme for "Re:Zero -Starting Life in Another World-" on YouTube]. Natalie. 6 липня 2016. Архів оригіналу за серпня 10, 2016. Процитовано 25 серпня 2016.
77. 1 2  サウンドトラックCD [Soundtrack CD]. Re-zero-anime.jp (яп.) . Архів оригіналу за 29 жовтня 2016. Процитовано 25 серпня 2016. [Архівовано 2016-11-03 у Wayback Machine.]
78. ↑  TVアニメ「Re：ゼロから始める異世界生活」オープニングテーマ「Redo」【通常盤】 [TV anime "Re:Zero -Starting Life in Another World-" opening theme "Redo" [Regular Edition]]. Media Factory. Архів оригіналу за лютого 22, 2019. Процитовано 25 серпня 2016. [Архівовано 2019-02-22 у Wayback Machine.]
79. ↑  TVアニメ「Re：ゼロから始める異世界生活」オープニングテーマ「Redo」【初回限定盤】 [TV anime "Re:Zero -Starting Life in Another World-" opening theme "Redo" [First Press Limited Edition]]. Media Factory. Архів оригіналу за лютого 22, 2019. Процитовано 25 серпня 2016. [Архівовано 2019-02-22 у Wayback Machine.]
80. 1 2  オープニングテーマ 鈴木このみ　10thシングル「Redo」 [Opening theme: Konomi Suzuki's 10th single "Redo"]. Re-zero-anime.jp (яп.) . Архів оригіналу за 29 жовтня 2016. Процитовано 25 серпня 2016. [Архівовано 2016-11-03 у Wayback Machine.]
81. ↑  TVアニメ「Re：ゼロから始める異世界生活」エンディングテーマ「STYX HELIX」 [TV anime "Re:Zero -Starting Life in Another World-" ending theme "STYX HELIX"]. Media Factory (яп.) . Архів оригіналу за лютого 22, 2019. Процитовано 25 серпня 2016. [Архівовано 2019-02-22 у Wayback Machine.]
82. ↑  エンディングテーマ MYTH & ROID　3rdシングル「STYX HELIX」 [Ending theme: MYTH & ROID's 3rd single "STYX HELIX"]. Re-zero-anime.jp (яп.) . Архів оригіналу за 29 жовтня 2016. Процитовано 25 серпня 2016. [Архівовано 2016-11-03 у Wayback Machine.]
83. 1 2 3  第2クール エンディングテーマ エミリア(CV：高橋李依)　「Stay Alive」 [Second cour ending theme: Emilia (CV: Rie Takahashi) "Stay Alive"]. Re-zero-anime.jp (яп.) . Архів оригіналу за 29 жовтня 2016. Процитовано 25 серпня 2016. [Архівовано 2016-11-03 у Wayback Machine.]
84. ↑  第2クール オープニングテーマ MYTH ＆ ROID　「Paradisus-Paradoxum」 [Second cour opening theme: MYTH & ROID "Paradisus-Paradoxum"]. Re-zero-anime.jp (яп.) . Архів оригіналу за 29 жовтня 2016. Процитовано 25 серпня 2016. [Архівовано 2016-11-03 у Wayback Machine.]
85. ↑  『Re:ゼロから始める異世界生活 Memory Snow』イメージソング＆EDテーマはnonocさん、挿入歌は安月名莉子さんが担当！　アーティスト情報公開 (яп.) . Animate. 6 жовтня 2018. Архів оригіналу за 6 серпня 2020. Процитовано 23 березня 2019.
86. 1 2  OVA「Re:ゼロから始める異世界生活 Memory Snow」Memory Album [OVA "Re:Zero − Starting Life in Another World Memory Snow" Memory Album]. Re-zero-anime.jp (яп.) . Архів оригіналу за березня 31, 2019. Процитовано 23 березня 2019. [Архівовано 2019-03-31 у Wayback Machine.]
87. ↑  5pb. Games Develops Re:Zero Video Game. Anime News Network. 25 серпня 2016. Архів оригіналу за 26 серпня 2016. Процитовано 25 серпня 2016.
88. ↑  Luster, Joseph (25 серпня 2016). 5pb. Reveals "Re:ZERO" Visual Novel Plans. Crunchyroll. Архів оригіналу за серпня 26, 2016. Процитовано 25 серпня 2016.
89. 1 2  Green, Scott (27 серпня 2016). Rem, Ram and Emilia Put On Swimsuits For "Re:ZERO – Kiss or Death" Visual Novel's Original Story. Crunchyroll. Архів оригіналу за серпня 29, 2016. Процитовано 27 серпня 2016.
90. ↑  Re:Zero PS4/Vita Game's Story Details, Screenshots Unveiled. Anime News Network. 31 серпня 2016. Архів оригіналу за 31 серпня 2016. Процитовано 31 серпня 2016.
91. 1 2  Luster, Joseph (11 жовтня 2016). "Re:ZERO" Game's Limited Edition Contents Make You Choose Between Rem & Ram. Crunchyroll. Архів оригіналу за жовтня 12, 2016. Процитовано 11 жовтня 2016.
92. ↑  Dennison, Kara (19 грудня 2016). Limited-Edition Swimsuit DLC and Goods Announced for "Re:Zero" Early Adopters. Crunchyroll. Архів оригіналу за грудня 21, 2016. Процитовано 20 грудня 2016.
93. ↑  Green, Scott (21 жовтня 2016). Anison Singer Konomi Suzuki And Rem & Ram Voice Actresses Return For "Re:Zero -Death or Kiss" Visual Novel Themes. Crunchyroll. Архів оригіналу за жовтня 22, 2016. Процитовано 21 жовтня 2016.
94. ↑  Re:Zero Game Slated for March 23 for PS4, PS Vita. Anime News Network. 30 серпня 2016. Архів оригіналу за 31 серпня 2016. Процитовано 30 серпня 2016.
95. ↑  Re:Zero -Death or Kiss- PS4/Vita Game Delayed 1 Week to March 30. Anime News Network. 28 лютого 2017. Архів оригіналу за 28 лютого 2017. Процитовано 28 лютого 2017.
96. ↑  Whalen, Amanda (5 квітня 2017). Re:Zero VR App Lets You Sleep in Rem's Lap. Anime News Network. Архів оригіналу за 28 жовтня 2018. Процитовано 25 травня 2018.
97. ↑  Pineda, Rafael Antonio (28 травня 2017). Re:Zero VR App Gets Emilia Version on June 6. Anime News Network. Архів оригіналу за 27 жовтня 2018. Процитовано 25 травня 2018.
98. ↑  Luster, Joseph (25 травня 2018). "Re:ZERO" VR Game Launches on PSVR in Japan. Crunchyroll. Архів оригіналу за травня 29, 2018. Процитовано 25 травня 2018.
99. ↑  Sherman, Jennifer (20 жовтня 2017). Re:Zero VR Apps Gets PC, PSVR Ports. Anime News Network. Архів оригіналу за 28 жовтня 2018. Процитовано 8 серпня 2018.
100. ↑  Green, Scott (3 жовтня 2016). Fans To Be Schooled By "Re:zeropedia" Book. Crunchyroll. Архів оригіналу за жовтня 5, 2016. Процитовано 3 жовтня 2016.
101. ↑  Green, Scott (8 грудня 2016). "Re:Zero" Continues To Prepare For Comiket With Official Fan Book Cover Preview. Crunchyroll. Архів оригіналу за грудня 11, 2016. Процитовано 24 грудня 2016.
102. ↑  Green, Scott (27 листопада 2016). "Re:ZERO" And "Konosuba" Creators Meet In Crossover Book. Crunchyroll. Архів оригіналу за грудня 4, 2016. Процитовано 24 грудня 2016.
103. ↑  Komatsu, Mikikazu (23 грудня 2016). "Re:ZERO" and "Konosuba" Heroines Change Their Costumes on Collaboration Book Cover. Crunchyroll. Архів оригіналу за грудня 24, 2016. Процитовано 24 грудня 2016.
104. ↑  Re:ゼロから始める異世界生活 ファンブック [Re:Zero -Starting Life in Another World- Fan Book]. Media Factory (яп.) . Архів оригіналу за лютого 22, 2019. Процитовано 31 грудня 2016. [Архівовано 2019-02-22 у Wayback Machine.]
105. ↑  Booster Pack Re:ZERO -Starting Life in Another World-. Weiß Schwarz. 28 грудня 2018. Архів оригіналу за травня 25, 2019. Процитовано 22 травня 2019.
106. ↑  Re:Zero Novels Have 1 Million Copies in Print. Anime News Network (англ.) . 11 червня 2016. Архів оригіналу за 12 червня 2016. Процитовано 12 червня 2016.
107. ↑  Hodgkins, Crystalyn (19 вересня 2016). Re:Zero Novel Ad: 'TV Anime's Sequel' is in the Novels. Anime News Network. Архів оригіналу за 20 вересня 2016. Процитовано 19 вересня 2016.
108. ↑  Komatsu, Mikikazu (25 травня 2017). "Re:Zero" Novel Illustrator's 1st Art Book is Set for Release on September 23. Crunchyroll. Архів оригіналу за серпня 3, 2018. Процитовано 8 червня 2018.
109. ↑  Top-Selling Light Novels in Japan by Series: 2016 (First Half). Anime News Network. 29 травня 2016. Архів оригіналу за 30 травня 2016. Процитовано 27 червня 2016.
110. ↑  Top-Selling Light Novels in Japan by Volume: 2016 (First Half). Anime News Network. 29 травня 2016. Архів оригіналу за 30 червня 2016. Процитовано 27 червня 2016.
111. ↑  Top-Selling Light Novels in Japan by Series: 2016. Anime News Network. 30 листопада 2016. Архів оригіналу за 3 грудня 2016. Процитовано 8 грудня 2016.
112. ↑  Top-Selling Light Novels in Japan by Volume: 2016. Anime News Network. 30 листопада 2016. Архів оригіналу за 3 грудня 2016. Процитовано 8 грудня 2016.
113. ↑  Top-Selling Light Novels in Japan by Series: 2017. Anime News Network. 6 грудня 2017. Архів оригіналу за 28 березня 2018. Процитовано 6 грудня 2017.
114. ↑  Top-Selling Light Novels in Japan by Volume: 2017 (First Half). Anime News Network. 1 червня 2017. Архів оригіналу за 5 серпня 2017. Процитовано 6 грудня 2017.
115. ↑  Top-Selling Animation in Japan on Blu-ray Disc/DVD by Series: 2016. Anime News Network. 28 грудня 2016. Архів оригіналу за 16 квітня 2019. Процитовано 31 грудня 2016.
116. ↑  Theron Martin (4 серпня 2016). Re:ZERO Novel 1 – Review. Anime News Network. Архів оригіналу за серпня 5, 2016. Процитовано 4 серпня 2016.
117. ↑  Whalen, Amanda (5 липня 2016). Japanese Poll Ranks Re:Zero Best Anime of Spring 2016. Anime News Network. Архів оригіналу за 7 липня 2016. Процитовано 7 липня 2016.
118. ↑  Hanley, Andy. Time looping and character building – why Re:Zero is 2016's biggest hit. UK Anime Network. Архів оригіналу за липня 17, 2016. Процитовано 20 липня 2016.
119. ↑  Eisenbeis, Richard (1 січня 2017). The Best Anime of 2016. Anime Now. Архів оригіналу за 5 березня 2017. Процитовано 4 квітня 2017. [Архівовано 2017-03-05 у Wayback Machine.]
120. ↑  Shinkai's 'your name.,' Kabaneri Win Top Newtype Anime Awards. Anime News Network. 9 жовтня 2016. Архів оригіналу за 8 листопада 2016. Процитовано 9 жовтня 2016.
121. ↑  Chapman, Paul (16 березня 2017). "Re:ZERO" Conquers Two Categories in the SUGOI JAPAN Award 2017 Competition. Crunchyroll. Архів оригіналу за березня 19, 2017. Процитовано 19 березня 2017.
122. ↑  Komatsu, Mikikazu (16 листопада 2016). Otamart Research: Japanese Fans Pick "Osomatsu-san" as The Most Successful Otaku Franchise of 2016. Crunchyroll. Архів оригіналу за 18 листопада 2016. Процитовано 18 листопада 2016.
123. ↑  ANIME OF THE YEAR. Crunchyroll. Архів оригіналу за 22 грудня 2016. Процитовано 23 грудня 2016. [Архівовано 2016-12-22 у Wayback Machine.]
124. ↑  Frank, Allegra (29 грудня 2016). Crunchyroll's biggest anime of the year isn't the obvious choice. Polygon. Архів оригіналу за грудня 31, 2016. Процитовано 31 грудня 2016.
125. ↑  Victorino, Corazon (29 грудня 2016). ‘Yuri On Ice’ Loses To ‘Re:Zero’ In Crunchyroll’s Most Popular Anime Of 2016 List. International Business Times. Архів оригіналу за грудня 30, 2016. Процитовано 31 грудня 2016.